# Ferula armandi
Ferula armandi är en flockblommig växtart som beskrevs av Paul Mouterde. Ferula armandi ingår i släktet stinkflokesläktet, och familjen flockblommiga växter. Inga underarter finns listade i Catalogue of Life.